# Philodromus ruficapillus
Philodromus ruficapillus este o specie de păianjeni din genul Philodromus, familia Philodromidae, descrisă de Simon, 1885. Conform Catalogue of Life specia Philodromus ruficapillus nu are subspecii cunoscute.